# Neopauropus niwai
Neopauropus niwai är en mångfotingart som beskrevs av Kishida 1928. Neopauropus niwai ingår i släktet Neopauropus och familjen fåfotingar. Inga underarter finns listade i Catalogue of Life.